# Calycomyza artemisiae
Calycomyza artemisiae is een vliegensoort uit de familie van de mineervliegen (Agromyzidae). De wetenschappelijke naam van de soort is voor het eerst geldig gepubliceerd in 1856 door Kaltenbach.

## Kenmerken
Calycomyza artemisiae mineert bijna altijd bovenzijdig van het blad. Na verloop van tijd is de begin gang niet meer te zien en blijft er een primaire bleek-wittig blaasmijn over. De mijn is sterk ondoorzichtig waardoor de larve en vraatlijnen niet zichtbaar zijn. In tegenstelling tot andere blaasmijnen die op deze waardplant voor kunnen komen zijn Claycomyza mijnen volledig vlak. De vlieg verpopt buiten de mijn.

## Waardplanten
- Achillea
- Artemisia absinthium (belangrijkste)
- Artemisia vulgaris (belangrijkste)
- Eupatorium cannabinum
- Eupatorium chinense

## Voorkomen
Het komt voor van Scandinavië tot het Iberisch Schiereiland en Italië en van Engeland tot de Baltische Staten en Hongarije.